# Ray Romero (Perkussionist)
„Little“ Ray Romero (Hernan Romero; * 18. Juni 1923 in Ponce; † 15. August 2006 in Miami) war ein puerto-ricanischer Perkussionist.
Romero wurde im Alter von vierzehn Jahren von Ruth Fernández gefördert, in deren Band er Bongos spielte und kleine Auftritte im Rundfunk hatte. 1938 zog er nach New York und spielte dort zunächst in Sextetten in der Bronx. Er war dann Anfang der 1940er Jahre kurze Zeit Mitglied der Orchester von Federico Pagani, Joe Loco und Xavier Cugat, bevor er zum Wehrdienst eingezogen wurde.
Nach seiner Rückkehr trat er in das Orchester Noro Morales ein, dem u. a. dessen Bruder Humberto Morales als Schlagzeuger, Billy „El Gitano“ Richko als Bassist und die Sänger Tito Rodríguez und Rudy Morales (ein weiterer Bruder) angehörten. 1946 wechselte er zu José Curbelos Band. Ab 1951 tourte er zudem mit Miguelito Valdés’ Band durch die USA. Als Nachfolger von Chino Pozo wurde er 1952 Mitglied in Tito Rodríguez’ Band, mit der er Aufnahmen wie Frizao con Gusto, Guararé, Mambo Mona und Blen Blen Blen einspielte.
Auf Anregung von Al Escobar schloss er sich 1956 einer Tournee von Eartha Kitt an. Es folgten Auftritte mit Sammy Davis Jr. im Tropicoro, mit Anselmo Sacasas und wiederum mit Tito Rodríguez (1961). In der Folgezeit lebte er in Puerto Rico. 1968 kehrte er nach New York zurück und trat den Orchestern von Eddie Palmieri und Charlie Palmieri bei. 1973 wurde er Nachfolger von Orestes Vilató in Ray Barrettos Band. Ab 1978 war er Mitglied des Orchesters von Machito, mit dem er mehrfach nach Finnland reiste und in Holland eine mit dem Latin Grammy ausgezeichnete Aufnahme des Manisero einspielte.
Seit den 1980er Jahren widmete sich Romero der Lehrtätigkeit und unterrichtete beim Drummer’s Collective, an der Johnny Colon Music School und am Boy’s & Girls Harbor Conservatory for the Performing Arts. Von der The Point Community Development Corporation wurde er 1997 als Living Legend geehrt.